# Hypsolebias flagellatus
Hypsolebias flagellatus, es una especie de pez actinopeterigio de agua dulce, de la familia de los rivulines. 
El nombre flagellatus proviene de los largos radios filamentosos que tiene el macho.

## Morfología
Con el cuerpo muy colorido, sin espinas en las aletas y una longitud máxima descrita de 5,1 cm. El pedúnculo caudal de la hembra con manchas negras, aleta anal masculina con franja distal gris a negro, puntos iridiscentes restringidos a la parte posterior de la aleta, parte anterior rosa y amarillo posterior, la aleta caudal sub- truncada en el macho y redondeada en la hembra.

## Distribución y hábitat
Se distribuye por ríos de América del Sur, por la cuenca fluvial del río São Francisco, en Brasil. Son peces de agua dulce tropical, de comportamiento bentopelágico. Son peces estacionales que habitan los estanques y charcas que se forman en la temporada de lluvias.